# 멜 콜린스
멜 콜린스(Mel Collins, 1947년 9월 5일 ~ )는 영국의 색소폰 연주자, 플루트 연주자이다.